# Albert Kenrick Fisher

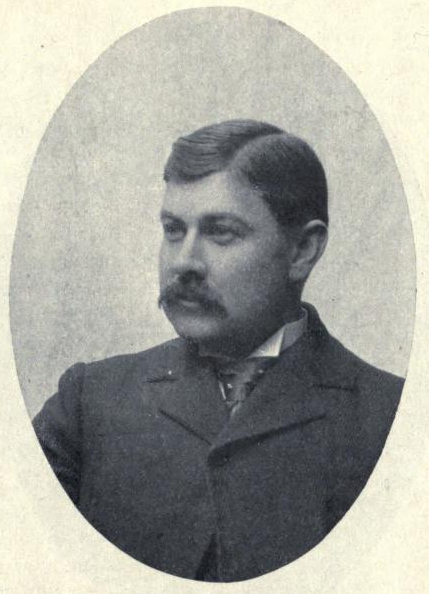
Porträt circa 1903

Albert Kenrick Fisher (* 21. März 1856 in Sing Sing (seit 1901 Ossining), New York; † 12. Juni 1948 in Washington, D.C.), manchmal auch unter dem Akronym A. K. Fisher bekannt, war ein US-amerikanischer Ornithologe.

## Leben
Fisher war der Sohn von Hiram und Susan E. Fisher, geborene Townsend. Nach der Absolvierung der Holbrook’s Military High School besuchte er das College of Physicians and Surgeons in New York City, wo er 1879 seine medizinische Ausbildung abschloss. Er war mit Alwilda Merritt verheiratet, mit der er zwei Söhne und zwei Zwillingstöchter zeugte. Sein Sohn Walter Kenrick Fisher (1878–1953) wurde später ein bekannter Zoologe.
Am 26. September 1883 gehörte er zu den Gründungsmitgliedern der American Ornithologists’ Union, wo er von 1914 bis 1917 als Präsident diente. Am 1. Juli 1885 gründete er mit Clinton Hart Merriam den Zweig für ökonomische Ornithologie innerhalb der Abteilung für Entomologie des Landwirtschaftsministeriums der Vereinigten Staaten. Dank der Bemühungen von Merriam und Fisher erhielt dieser Zweig am 1. Juli 1886 einen unabhängigen Status und wurde in Abteilung für ökonomische Ornithologie und Mammalogie umbenannt. Die frühen Arbeiten waren weitgehend auf die Untersuchung von Nahrungsmitteln und auf die Aufklärung von Landwirten über Vögel und Säugetiere ausgerichtet, die ihre Interessen beeinflussten, sodass die Vernichtung nützlicher Arten verhindert werden konnte. Zu dieser Zeit bereitete Fisher sein Standardwerk The Hawks and Owls of the United States in Their Relation to Agriculture vor, das 1893 veröffentlicht wurde. Als Ergebnis dieser Arbeit wurde die Bejagung von Falken und Eulen stark eingeschränkt, sodass sie nicht länger von der Ausrottung bedroht waren.
Fisher war an mehreren großen Expeditionen beteiligt, darunter an der Death Valley Expedition von 1891, an der Harriman-Alaska-Expedition im Jahr 1899 und der Pinchot South Seas Expedition im Jahr 1929. Von diesen Expeditionen brachte er viele Vögelbälge mit, die er der Sammlung des National Museum of Natural History hinzufügte. Die mehr als 150 Artikel, die er veröffentlichte, behandelten Themen wie Vögel, Säugetiere, Reptilien, Amphibien, verschiedene wirbellose Tiere und biografische Skizzen.
1905 war Fisher bei der Gründung des Bureau of Biological Survey beteiligt, das sich auf biologische Erkundungen relativ unbekannter Gebiete in Nordamerika konzentrierte. Später unternahm er erhebliche Anstrengungen, um das Bureau of Biological Survey zu einem wichtigen Teil des United States Fish and Wildlife Service zu machen. Fisher arbeitete für das Bureau bis zu seiner Pensionierung im Jahr 1931.
Er spielte eine wichtige Rolle in der Naturschutzbewegung und war ein persönlicher Freund von mehreren berühmten Naturschützern, darunter Gifford Pinchot und Theodore Roosevelt.

## Dedikationsnamen
Nach Albert Kenrick Fisher ist die Unterart Ammospiza maritima fisheri der Strandammer sowie der Las-Vegas-Leopardfrosch (Lithobates fisheri) benannt.